# Germigney (Alt Saona)
Germigney és un municipi francès situat al departament de l'Alt Saona i a la regió de Borgonya - Franc Comtat. L'any 2017 tenia 161 habitants, el 2007 encara eren 183.

## Demografia
El 2007 la població de fet de Germigney era de 183 persones. Hi havia 70 famílies, de les quals 12 eren unipersonals (4 homes vivint sols i 8 dones vivint soles), 29 parelles sense fills i 29 parelles amb fills.

Habitants censats
El 2007 hi havia 89 habitatges, una empresa de fabricació de material elèctric, dues d'empreses de construcció, una empresa de transport i'una empresa de serveis. L'any 2000 a Germigney hi havia set explotacions agrícoles.

## Poblacions més properes
El següent diagrama mostra les poblacions més properes.